# Bumu Cuo
Bumu Cuo (kinesiska: 布木错) är en sjö i Kina. Den ligger i den autonoma regionen Tibet, i den sydvästra delen av landet, omkring 980 kilometer nordväst om regionhuvudstaden Lhasa. Bumu Cuo ligger 4 529 meter över havet. Arean är 9,5 kvadratkilometer. Trakten runt Bumu Cuo är ofruktbar med lite eller ingen växtlighet. Den sträcker sig 3,4 kilometer i nord-sydlig riktning, och 5,3 kilometer i öst-västlig riktning.
Genomsnittlig årsnederbörd är 160 millimeter. Den regnigaste månaden är augusti, med i genomsnitt 48 mm nederbörd, och den torraste är december, med 3 mm nederbörd.